# 沈寅 (嘉靖丙辰進士)
沈寅（1527年—？），字敬叔，號會峰，浙江紹興府山陰縣人，民籍，明朝政治人物。

## 生平
嘉靖三十一年（1552年）壬子科順天府鄉試第一百十六名举人，嘉靖三十五年（1556年），登丙辰科会试五十八名，進士第三甲第一名。工部观政，初授中書舍人，三十八年九月選授兵科給事中。四十二年四月升礼科右，九月升户科左，四十三年闰二月升刑科都，四十四年六月条陈六事，四十五年四月升河南右参政，隆慶四年（1570年）四月升贵州按察使，五年正月考察，以不謹閑住。

## 家族
曾祖沈仲廉；祖父沈鑘，曾任聽選官；父沈大經，贈中書舍人。母王氏，封太孺人。弟宏（生员）、宠（听选官）、宸、賓，俱生员；完、守、寀、察、官。